# Carestia de 1983-1985 na Etiópia

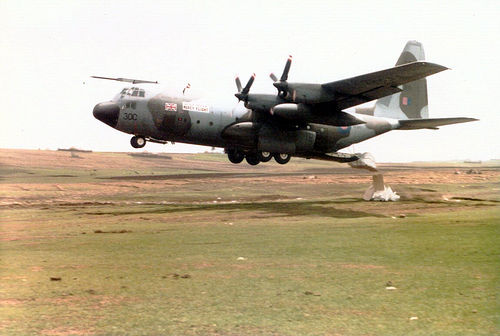
Um C-130 Hércules da Força Aérea Real lançando alimentos durante a fome na Etiópia em 1985.

A Carestia de 1983-1985 na Etiópia são duas situações de carestia (fome em massa) ocorridas simultaneamente na Etiópia, em que a do norte foi a mais proeminente. No norte, a insurgência da então guerrilha Woyane e a contra-insurgência do governo, foram as principais causas da fome, apesar das falhas das colheitas por falta de chuva em 1984 terem sido outra causa direta. Ao sul, uma separada e simultânea carestia é associada à insurgência da Frente de Libertação Oromo. O número estimado de mortes confirmados por conta fome é de mais de 400 000 pessoas.
A atividade da mídia no ocidente, junto com o tamanho da crise, levou a criação em Julho de 1985 o concerto Live Aid, que elevou o perfil internacional da fome e ajudou a garantir recursos de ajuda. O acadêmico sobre a fome Alex de Waal notou que, "A ajuda humanitária prolongou a fome, e com ela, o sofrimento humano."

## Situação
A economia da Etiópia é baseada em agricultura: 90% das exportações e 80% de todos os empregos são gerados pela agricultura.[carece de fontes?]

Em 1973, uma fome em Wollo matou um estimado de 40,000 a 80,000, a maioria os marginalizados pecuaristas Afar e pequenos fazendeiros Oromo, que sofreram de confiscos generalizados de terra pelas classes ricas e o governo do imperador Haile Selassie. Apesar de tentativas de suprimir as noticias da fome, relatórios vazados contribuíram para a redução de legitimidade do governo e serviram como estimulo para dissidentes. Em 1974, um grupo de soldados conhecidos como Derg derrubaram Selassie. O Derg resolveu a fome de Wollo criando a Comissão de Ajuda e Reabilitação, para examinar as causas da fome e prevenir sua recorrência, e então abolindo o sistema feudal em Março de 1975. A comissão inicialmente possuía muito mais independência do Derg que qualquer outro ministério, largamente por sua relação com doadores estrangeiros e a qualidade de seu staff.

Localização da Etiópia, antes da independência da Eritreia.

Em 1976, insurgências existiam em todas as 14 regiões administrativas. O terror vermelho de 1977-1978 marcou o inicio de uma rápida deterioração do estado econômico da nação, junto com as políticas extrativistas focadas na área rural. As reformas de 1975 foram revogadas e a Corporação de Marketing Agrário (AMC - Agricultural Marketing Corporation) foi encarregada de extrair alimentos dos camponeses a taxas baixas para alimentar as populações urbanas. A baixa taxa fixada pelos grãos serviu como desestimulante a produção, e alguns camponeses tinham que comprar grãos no mercado para atingir as cotas da AMC. Cidadãos de Wollo, que estavam ainda sendo castigados pela seca, tinham que pagar uma taxa de ajuda a fome para a AMC até 1984. O Derg ainda se utilizava de um sistema de permissões de viagem para restringir os camponeses de se engajarem em atividades não agrárias, como comércio e trabalho migratório, formas de suplementação financeira. Porem, com colapso das fazendas comerciais do estado, um grande empregador de trabalhadores sazonais, resultou em um estimado de 500,000 fazendeiros do norte da Etiópia perderem uma parte de sua renda. Venda de grãos foi declarada ilegal na maior parte do país, resultando no número de negociadores de grãos cair de 20,000 a 30,000 para 4,942 na década após a revolução.
A natureza da Comissão de Ajuda e Reabilitação mudou enquanto o governo se tornava mais autoritário. Imediatamente depois de sua criação, seus tecnocratas produziram analises confiáveis da fome etíope e era capaz de executar esforços de ajuda. Porém, na década de 1980, o Derg afetou sua missão. A comissão começou com o esquema inócuo de criar força de trabalho com os desempregados das fazendas do estado e dos esquemas agrários do governo, porém, enquanto a contra-insurgência se intensificava, a comissão foi dada a responsabilidade pelo programa de reassentamento forçado. E enquanto recebia ajuda internacional e doações de governos estrangeiros, a comissão redirecionava os alimentos para as milícias do governo, em particular na Eritreia e na província de Tigray. A comissão também encorajava as agencias internacionais a criar programas de ajuda em regiões com alta de grãos, o que permitia a AMC coletar o excesso de alimentos. Finalmente, a comissão iniciou uma campanha de desinformação durante a fome da década de 1980, em que mostrava a fome apenas como resultado da seca e da super-população, e tentou negar a existência de conflitos armados exatamente nas áreas onde estavam ocorrendo a fome. A comissão alegava que toda a ajuda internacional estava chegando com sucesso a todas as vitimas da fome.

## A carestia
Do inicio até a metade de década de 1980 existia situação de carestia em duas regiões distintas do pais, resultando em vários estudos de uma das fomes em que se tentava extrapolar para a próxima ou de estudiosos pouco cautelosos se referindo a uma única enorme fome. A fome ao sul do país era resultado da contra-insurgência da Derg contra a Frente de Libertação Oromo. Porém, o que maior parte da mídia se refere como "a fome etíope" na década de 1980 é sobre a fome severa de 1983-1985 situada na região de Tigay e norte de Wollo.
|              | E. Tigray | N. Wollo | N. Begemder |
| ------------ | --------- | -------- | ----------- |
| Nov/Dez 1981 | 100       | 50       | 40          |
| Nov/Dez 1982 | 165       | 65       | 55          |
| Nov/Dez 1983 | 225       | 90       | 45          |
| Nov/Dez 1984 | 300       | 160      | 70          |
| Jun/Jul 1985 | 380       | 235      | 165         |

Apesar da Comissão de Ajuda e Reabilitação Etíope alegar ter previsto a fome, poucos dados de antes de 1984 indicavam uma severa falta de alimentos. Seguindo duas grandes secas ao final da década de 1970, 1980 e 1981 eram avalizados como "normal" e "acima do normal". A colheita de 1982 foi a maior da história até então, como exceção do centro e do leste de Tigray. A comissão estimava que as pessoas "em risco" de fome aumentou de 3.9 milhões em 1983 de 2.8 milhões de 1982, o que era menos que a estimativa de 1981 de 4.5 milhões. Em fevereiro e março de 1983, os primeiros sinais de fome começaram a ser reconhecidos quando fazendeiros pobres começaram a aparecer nos centros de ajuda, resultando nas agencias de ajuda internacional pedirem recursos e a comissão a revisar seus números sobre a fome. A colheita após o meher, a colheita principal, de 1983, foi a terceira maior nos registros, com a única séria escassez em Tigray. Em resposta, os preços dos grãos em duas regiões do norte, Begemder e Gojjam, caíram. Porem, a fome voltou em Tigray. A comissão alegava em maio de 1984 que a falta de chuvas leves (belg) era uma seca catastrófica, enquanto negligenciava em dizer que o plantio belg constituía 1/4 das plantações onde ocorria o belg, mas nenhuma na maioria de Tigray. Uma escala quantitativa da fome são os preços dos grãos, que mostravam alta de preços no leste e centro de Tigray, se espalhando após a falha da colheita de 1984.
O principal dreno da economia etíope era a Guerra Civil Etíope, que jogavam os movimentos rebeldes patrocinados pelos Estados Unidos contra o governo Derg patrocinado pela União Soviética. Isto agravou a situação da economia ainda mais e contribuiu para a falta de habilidade do governo de gerenciar a crise que estava para ocorrer.
Pela metade de 1984 era evidente que outra seca e sua fome resultante de grandes proporções começou a afetar grandes áreas ao norte de Etiópia. Assim como também era evidente a incapacidade do governo de prover ajuda. A quase total falha das colheitas ao norte se combinou a guerra dentro e envolta da Eritreia, que dificultava a passagem de suprimentos de ajuda. Apesar das organizações de ajuda terem feito um grande esforço, a persistência da seca e as baixas condições de segurança no norte resultaram em perigos e problemas para os trabalhadores de ajuda a fome. Ao final de 1985, outro ano de secas foi previsto, e pelo inicio de 1986 a fome já havia se espalhado pelas terras altas do sul, com um estimado número de 5.8 milhões de pessoas dependentes de ajuda alimentar. Piorando o problema, em 1986 ocorreram pragas no deserto.
Escurecimento global, o bloqueio da luz do sol por partículas criadas pela ação do homem, foi identificada como uma das causas de grandes secas que duravam décadas na África sub-saariana.

## Respostas à carestia
A incapacidade, ou falta de vontade, do governo etíope para gerenciar a fome de 1984-1985 provocou uma condenação universal pela comunidade internacional. Até mesmo aliados do regime etíope se opôs as políticas de impedir a ida de alimentos para áreas rebeldes. O efeito combinado da fome e a guerra interna colocou a economia do país em estado de colapso.
A principal resposta do governo a seca e a fome foi a decisão de alocar um grande número de camponeses que viviam nas áreas afetadas do norte e reassenta-las no sul do país. Em 1985 e 1986, aproximadamente 600,000 pessoas foram deslocadas, algumas a força, de suas vilas e fazendas pelo exército e transportadas para várias regiões do sul. Muitos camponeses fugiram em vez de permitirem serem realocados, muitos deles após reassentados, tentavam voltar para suas regiões nativas. Varias organizações de direitos humanos alegam que dezenas de milhares de camponeses morreram como resultado do reassentamento forçado.
Outro plano do governo envolvia a vilarisação, que era uma resposta não apenas a fome, mas também a baixa situação de segurança. No inicio de 1985, camponeses eram forçados a mudar em vilas planejadas, organizadas em torno de água, escolas, serviços médicos, além de pontos de suprimentos de utilitários para facilitar a distribuição destes serviços. Muitos camponeses iam embora em vez de aceitar a realocação, que no geral se provou extremamente impopular. Adicionalmente, o governo na maioria dos casos falhou em prover os serviços prometidos. Longe de beneficiar a produção agrária, o programa causou uma queda na produção de alimentos. Apesar de temporariamente suspensa em 1986, a vilarisação foi retomada.

### Visão internacional
Perto de 8 milhões de pessoas se tornaram vítimas da fome durante a seca de 1984, e quase 1 milhão morreu.[carece de fontes?] No mesmo ano, um time de notícias da BBC foram os primeiros a documentar a fome, com Michael Buerk a descrevendo como "uma fome bíblica no século XX" e "a coisa mais próxima do inferno na Terra". A notícia chocou os britânicos, motivando seus cidadãos a chamarem a atenção mundial para a crise da Etiópia.
Em janeiro de 1985, a RAF iniciou o primeiro despejo de alimentos pelo ar para as pessoas com fome. Outros países como Alemanha, Polônia, EUA e Rússia também se envolveram na resposta internacional.

### Live Aid
Live-aid, um esforço de coleta de fundos elaborado por Bob Geldof, induziu milhões de pessoas no ocidente a doar dinheiro e pedir aos seus governos que participarem do esforço de ajuda. O evento foi uma das transmissões de televisão mais assistidas da história, com 1500 milhões de espectadores no mundo inteiro.